# Tó Cruz
Tó Cruz (* 9. Juli 1967 in Lissabon als António José Ramos da Cruz) ist ein portugiesischer Pop- und R&B-Sänger.

## Leben und Wirken
Der vorher als Sänger und Sprecher für Fernseh- und Radiowerbung tätige Sänger gewann per Juryentscheid das Festival da Canção 1995 und durfte daher Portugal beim Eurovision Song Contest 1995 in Dublin vertreten. Mit dem Soultitel Baunilha e chocolate gelangte er nur auf den drittletzten Platz, das schlechteste Ergebnis Portugals bisher.
1998 erschien sein Debütalbum, als António TC Cruz kam 2003 ein englischsprachiges Album auf den Markt.

## Diskografie
Alben
- 1998: Alma nua
- 2000: Camaleão
- 2003: António TC Cruz